# Cantone di Roquemaure
Il Cantone di Roquemaure è una divisione amministrativa dell'arrondissement di Nîmes.
A seguito della riforma approvata con decreto del 24 febbraio 2014, che ha avuto attuazione dopo le elezioni dipartimentali del 2015, è passato da 9 a 11 comuni.

## Composizione
I 9 comuni facenti parte prima della riforma del 2014 erano:
- Laudun-l'Ardoise
- Lirac
- Montfaucon
- Roquemaure
- Saint-Geniès-de-Comolas
- Saint-Laurent-des-Arbres
- Saint-Victor-la-Coste
- Sauveterre
- Tavel

Dal 2015 i comuni appartenenti al cantone sono i seguenti 11:
- Codolet
- Laudun-l'Ardoise
- Lirac
- Montfaucon
- Roquemaure
- Saint-Geniès-de-Comolas
- Saint-Laurent-des-Arbres
- Saint-Paul-les-Fonts
- Saint-Victor-la-Coste
- Sauveterre
- Tavel